# Altidona
Altidona település Olaszországban, Marche régióban, Fermo megyében. Lakosainak száma 3538 fő (2023. január 1.). Altidona Campofilone, Fermo, Lapedona és Pedaso községekkel határos.

## Népesség
A település népességének változása:
| Lakosok száma | 3411 | 3452 | 3538 |
|               | 2017 | 2018 | 2023 |